# 若里
若里（わかさと）は、長野県長野市の市街地南部にある町名。現行行政地名は若里一・二・三・四・五・六・七丁目。住居表示実施済み区域である。郵便番号は、380-0928。

## 概要
地区の南端には犀川が流れ、東端を国道18号が通る。中央部には長野県道372号三才大豆島中御所線（日赤通り）が東西に横切る。接する大字・町丁は以下の通り。
長野駅の南に位置し、副都心として多くの医療・文化施設が集まる。地区内には昭和50年代に若里公園（長野県県民文化会館・県立長野図書館）・長野赤十字病院などが置かれ、次いで1998年（平成10年）の長野オリンピック前後に長野市若里多目的スポーツアリーナ（ビッグハット）・長野市若里市民文化ホール・長野市保健所などが置かれた。
古くは、現在の長野赤十字病院付近の犀川に市村の渡しが置かれていた。1611年（慶長16年）に丹波島の渡しが北国街道の犀川渡河として定められるまで、小市の渡しとともに北国の交通を担ってきた重要な渡し（舟渡し）であった。現在渡しのあった付近に橋は架かっていないが、長野市都市計画マスタープランではこの付近の犀川両岸を何らかの形で結ぶ構想が示されている。
地区内の人口および世帯数は以下の通り（令和5年3月1日現在）。
|                  | 世帯数    | 人口    |
| ---------------- | --------- | ------- |
| 若里一丁目       | 744世帯   | 1,381人 |
| 若里二丁目       | 493世帯   | 939人   |
| 若里三丁目       | 340世帯   | 681人   |
| 若里四丁目       | 499世帯   | 927人   |
| 若里五丁目       | 622世帯   | 1,233人 |
| 若里六丁目       | 259世帯   | 543人   |
| 若里七丁目       | 47世帯    | 77人    |
| 大字若里（南市） | 0世帯     | 0人     |
|                  |           |         |
| 計               | 3,004世帯 | 5,781人 |

### 沿革
若里の範囲は、概ね1876年（明治9年）時点の上水内郡若里村の範囲に相当する。
旧若里村の歴史
- 江戸時代 - 前身の市村は松代藩領、荒木村は松代藩領・幕府領・浜田藩領を経て文政6年から幕府領であった
- 1876年（明治9年）5月30日 - 水内郡市村と同郡荒木村が合併し、水内郡若里村となる
- 1879年（明治12年）1月4日 - 郡区町村編制法施行。若里村は上水内郡に属する
- 1889年（明治22年）4月1日 - 市町村制施行。上水内郡若里村、同郡中御所村・栗田村・稲葉村・川合新田村と合併し、上水内郡芹田村となる
- 1923年（大正12年）7月1日 - 上水内郡芹田村、同郡吉田町・三輪村・古牧村とともに長野市に編入。旧若里村域は、大字若里となる

長野市若里の歴史
- 1938年（昭和13年）10月2日 - 南市（現 若里六丁目）に鐘紡長野工場が開業
- 1944年（昭和19年）4月1日 - 北市（現 若里四丁目）に長野工業専門学校（現 信州大学工学部）が開校
- 1945年（昭和20年）8月13日 - 長野空襲。地区内では南市（現 若里六丁目）の鐘紡長野工場などが被害を受ける
- 1945年（昭和20年）11月20日 - 敗戦に伴い、GHQが南市（現 若里六丁目）の鐘紡長野工場を接収。長野軍政部とする
- 1949年（昭和24年）5月31日 - 長野工業専門学校が新制信州大学となり、北市の校地は信州大学長野（工学）キャンパスとなる
- 1963年（昭和38年） - 南市（現 若里三丁目）に長野中央市場（長野地方卸売市場の前身）が開場
- 1972年（昭和47年）10月7日 - 南市（現 若里七丁目）に長野県社会福祉総合センターが開館
- 1976年（昭和51年） - 町名整理。大字若里から主に旧荒木村域を分け、大字荒木が発足
- 1977年（昭和52年）11月7日 - 若里西町（現 若里五丁目）に若里団地が完成し、分譲開始
- 1979年（昭和54年）8月 - 県立長野図書館が長門町から移転
- 1980年（昭和55年）10月1日 - 大字中御所（現 若里一丁目）にテレビ信州（TSB）が開局
- 1983年（昭和58年）4月1日
  - 荒木（現 若里一丁目）に若里公園が開園
  - 同公園内に長野県県民文化会館が開館

- 1983年（昭和58年）10月1日 - 長野赤十字病院が南県町から南市（現 若里五丁目）に移転し、開院
- 1988年（昭和63年）4月11日 - 南市（現 若里三丁目）の長野中央市場が、長野地方卸売市場として真島町川合（現 市場）に移転
- 1998年（平成10年） - 長野オリンピック・長野パラリンピック開催
  - 1995年（平成7年）3月31日 - 南市（現 若里三丁目）の長野中央市場跡地に、アイスホッケーA会場（ビッグハット）が竣工
  - 1997年（平成9年）8月 - 南市（現 若里三丁目）の長野中央市場跡地に、国際放送センターが完成。五輪開催後に改修し、1998年（平成10年）4月15日に長野市若里市民文化ホールとして開館
  - 1997年（平成9年）8月 - 南市（現 若里三丁目）の長野中央市場跡地に、メインプレスセンターが完成。五輪開催後に改修し、1998年（平成10年）10月23日にダイエーハイパーマート長野若里店として開店
  - 1998年（平成10年）5月11日 - 大字稲葉上千田の国際放送センター向かいに、NHK長野放送局が箱清水一丁目から移転し、開局

- 1999年（平成11年）4月1日 - 長野市の中核市移行に伴い、南市（現 若里六丁目）に長野市保健所が開所
- 1999年（平成11年）10月12日 - 住居表示実施。大字若里・大字中御所・大字川合新田・大字稲葉の各一部と大字荒木の全域が若里一・二・三・四・五丁目となる。これにより、大字荒木は消滅
- 2002年（平成14年）7月 - 若里六丁目に水野美術館が開館
- 2003年（平成15年）10月27日 - 住居表示実施。大字若里・大字川合新田の各一部が若里七丁目・アークスとなる
- 2004年（平成16年）9月1日 - 地区内で若里・更北ぐるりん号が運行開始。のち、2014年（平成26年）3月31日に長野市循環型乗合タクシーに転換
- 2005年（平成17年）11月30日 - 株式会社ダイエーの経営不振により、他52店とともにダイエー長野若里店が閉店。建物を改装し、2007年（平成19年）3月30日にケーズタウン若里としてオープン
- 2008年（平成20年）1月3日 - 長野市役所芹田支所が、芹田公民館内（若里二丁目）から長野市若里市民文化ホール内（若里三丁目）に移転し、開所

### 旧町名
若里地区では、1999年（平成11年）と2003年（平成15年）に住居表示が実施された。住居表示実施前の町名と現在の町丁名は、概ね以下の通りである。
| 旧町名                         | 現在の町丁名                                                 |
| ------------------------------ | ------------------------------------------------------------ |
| 荒木（あらき）                 | 若里一丁目 および 若里四・五丁目の各一部、中御所四丁目の一部 |
| 北市（きたいち）               | 若里二丁目 および 若里三・四丁目の各一部                     |
| 南市（みなみいち）             | 若里三丁目 および 若里四・五・六・七丁目の各一部、大字若里   |
| 若里中央（わかさとちゅうおう） | 若里五丁目 および 若里六丁目の一部                           |
| 若里西町（わかさとにしまち）   | 若里五丁目                                                   |

## 交通
路線バス
長野県道372号三才大豆島中御所線（日赤通り）・市道長野駅東口線上にアルピコ交通（川中島バス）・長電バス・長野市循環型乗合タクシーの以下の路線系統が走っている。長野赤十字病院が立地することもあって、運行本数は多い。
- アルピコ交通（川中島バス）
  - 21快 長野駅 - 大塚南
  - 11/21 宇木 - 長野駅 - 大塚南
  - 11/21 宇木 - 長野駅 - 松岡
- 長電バス
  - 81 長野駅 - 水野美術館 / アークス中央
- 長野市循環型乗合タクシー
  - W 若里更北線

## 施設

### 若里一丁目
北部に若里公園が広がる。
- 若里公園
  - 長野県県民文化会館（ホクト文化ホール）
  - 長野県立長野図書館
- テレビ信州（TSB）本社
- 木留神社
- 長野県工業技術総合センター
- 綿半ホームエイド 若里店
- デリシア 若里店
- 長野県信用組合 若里支店
- しんぶん赤旗 北陸信越支局
- 蓮心寺
- 姫塚 - 善光寺七塚のひとつ。信大工学部の敷地の北西隅に隣接する小高い円墳。熊谷直実の娘・玉鶴姫の墓といわれる。直実は娘をここに葬り、菩提を弔うために佛導寺を建てたという[5]。

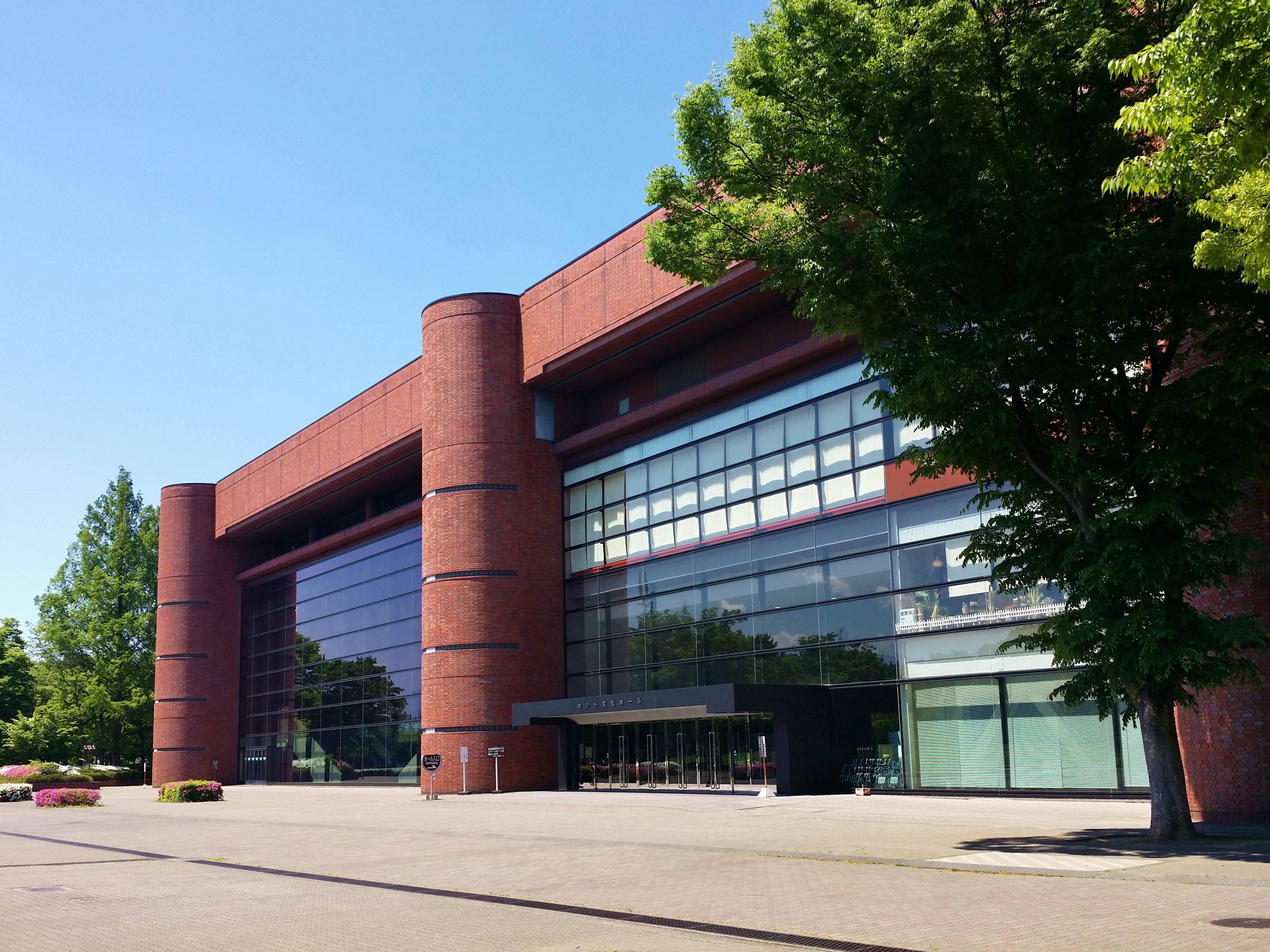
ホクト文化ホール
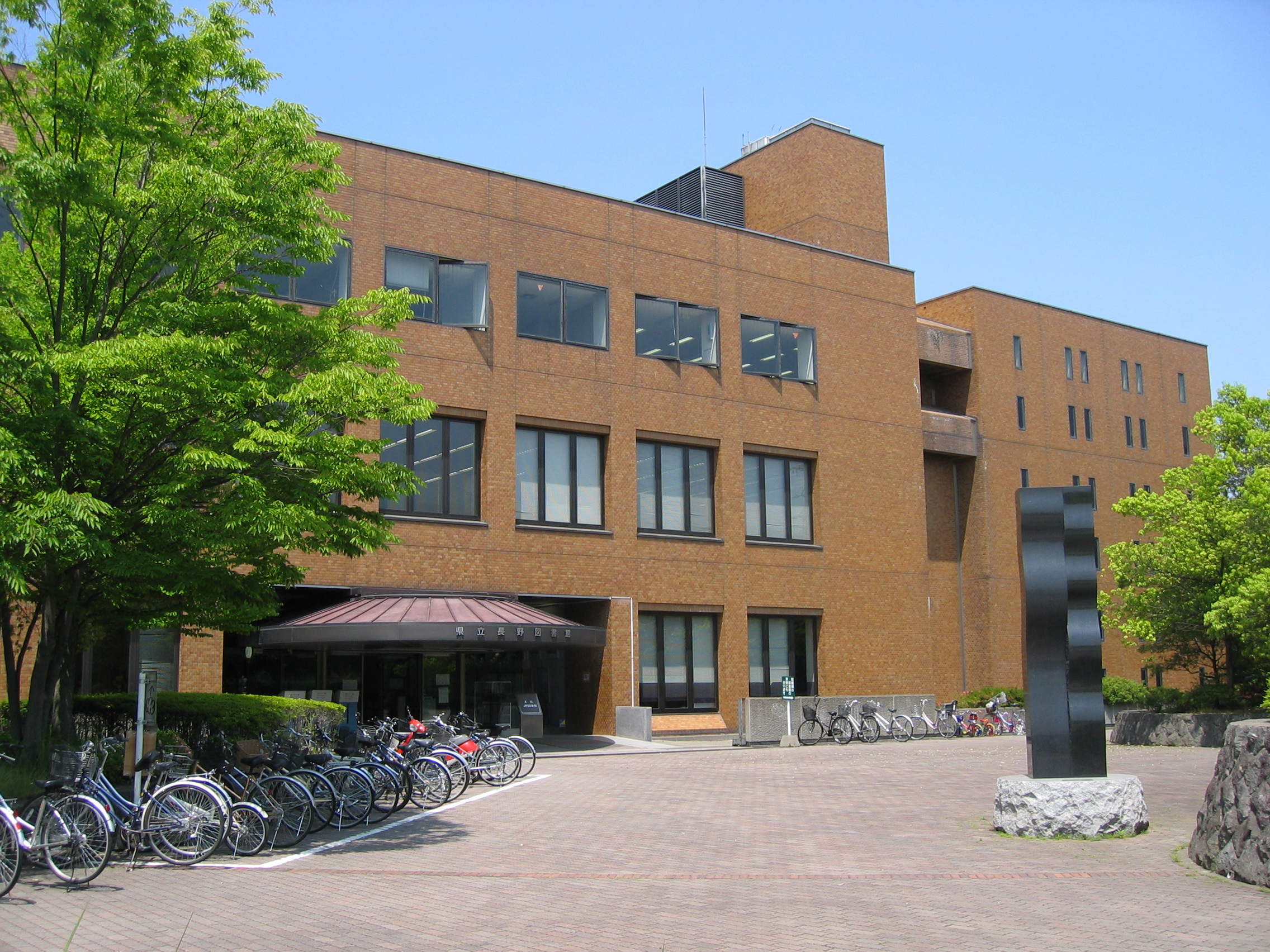
長野県立長野図書館
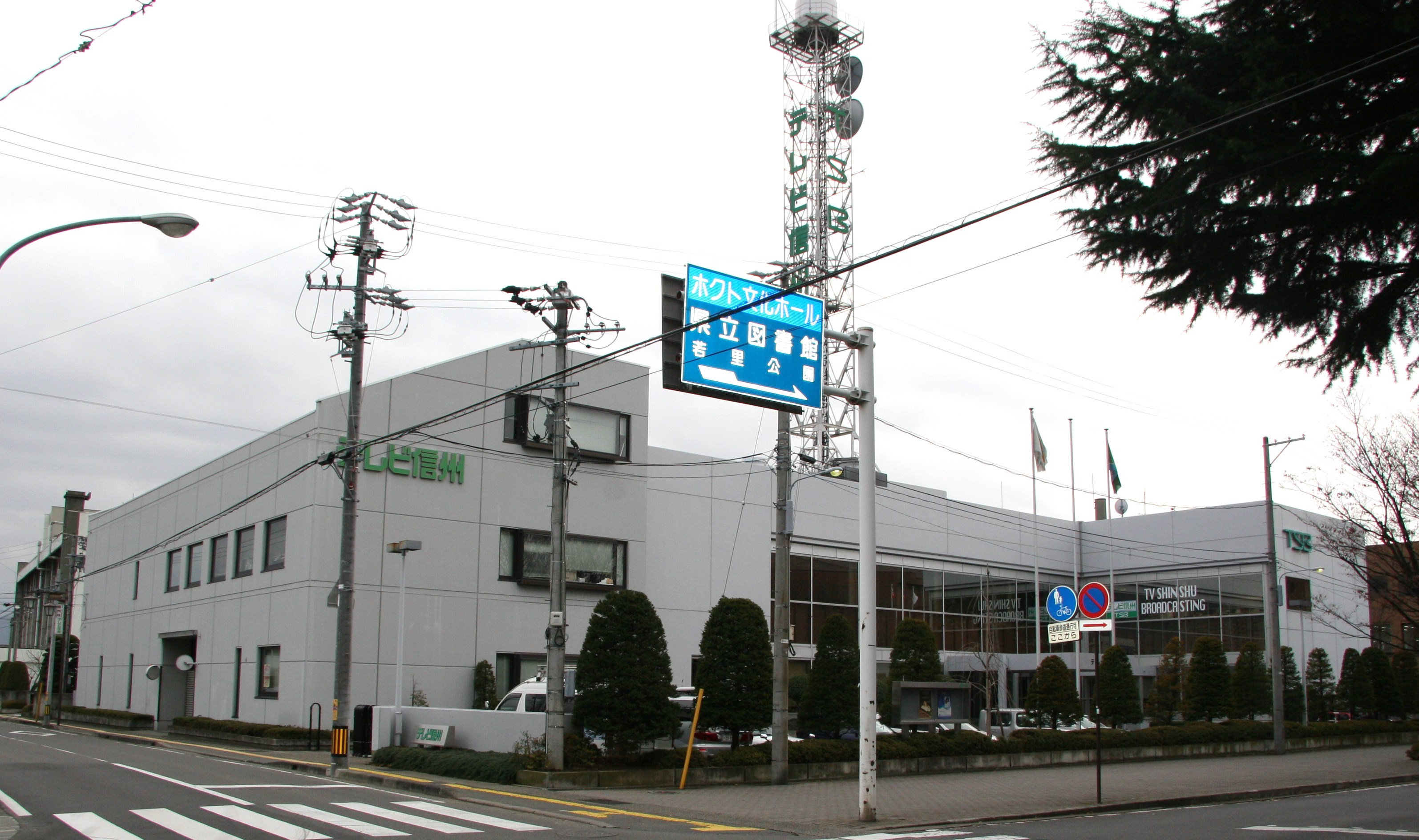
TSBテレビ信州本社
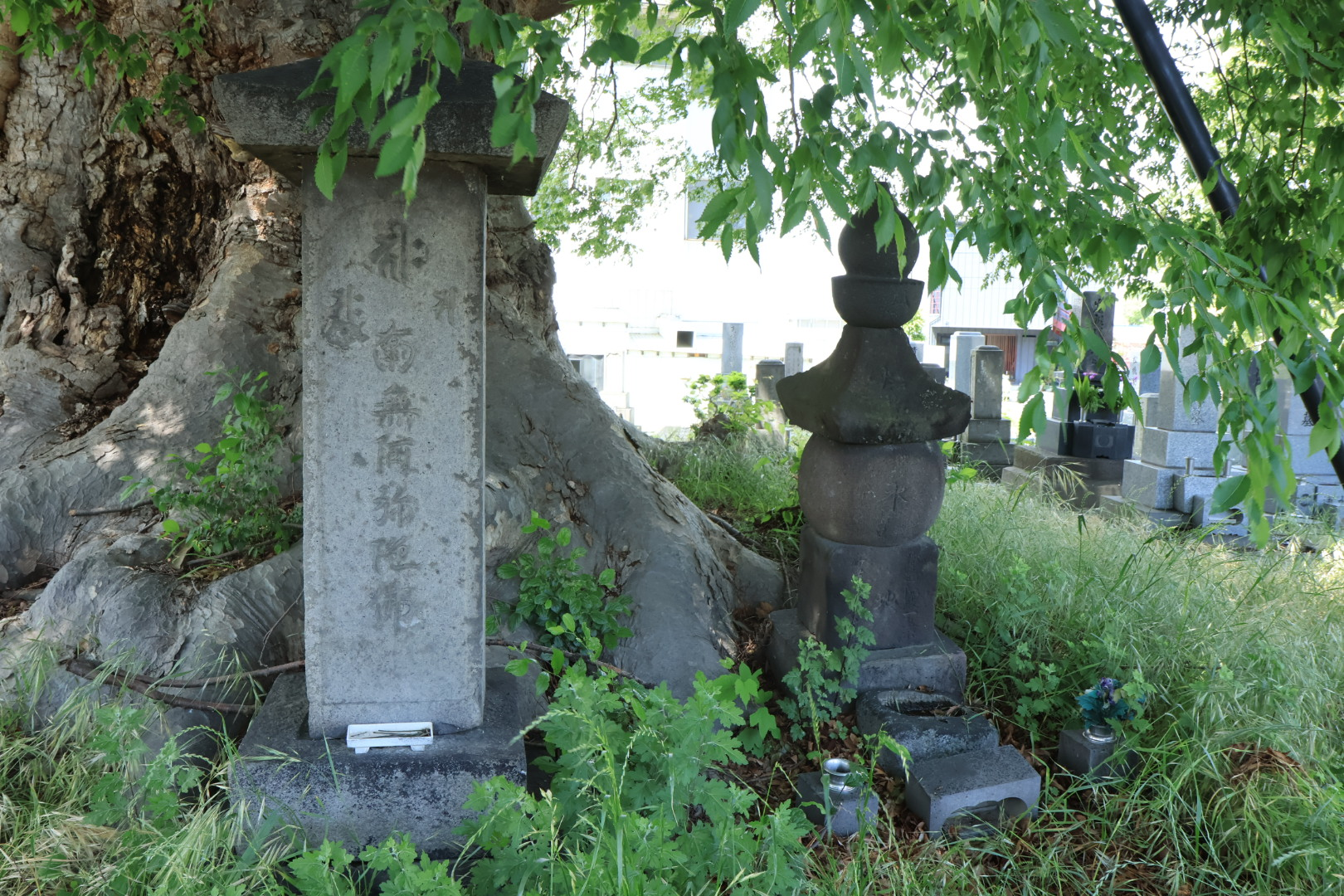
姫塚

### 若里二丁目
アパートが多い住宅地。

### 若里三丁目
東半分の長野中央市場跡地に、ビッグハットを始めとして長野五輪に伴い作られた施設が集まる。
- 市村神社
- 佛導寺 - 熊谷直実が娘を弔うために開基したという。1674年（延宝2年）に現在の場所に移転[6]。
- 長野市若里多目的スポーツアリーナ（ビッグハット） - 長野五輪アイスホッケーA会場
- 長野市若里市民文化ホール - 旧 長野五輪国際放送センター
  - 長野市役所 芹田支所
- ケーズタウン若里 - 旧 長野五輪メインプレスセンター → ダイエー 長野若里店
  - ケーズデンキ 長野本店
  - 100円ショップ セリア
  - 原信 若里店
  - ドトールコーヒーショップ ケーズタウン若里店

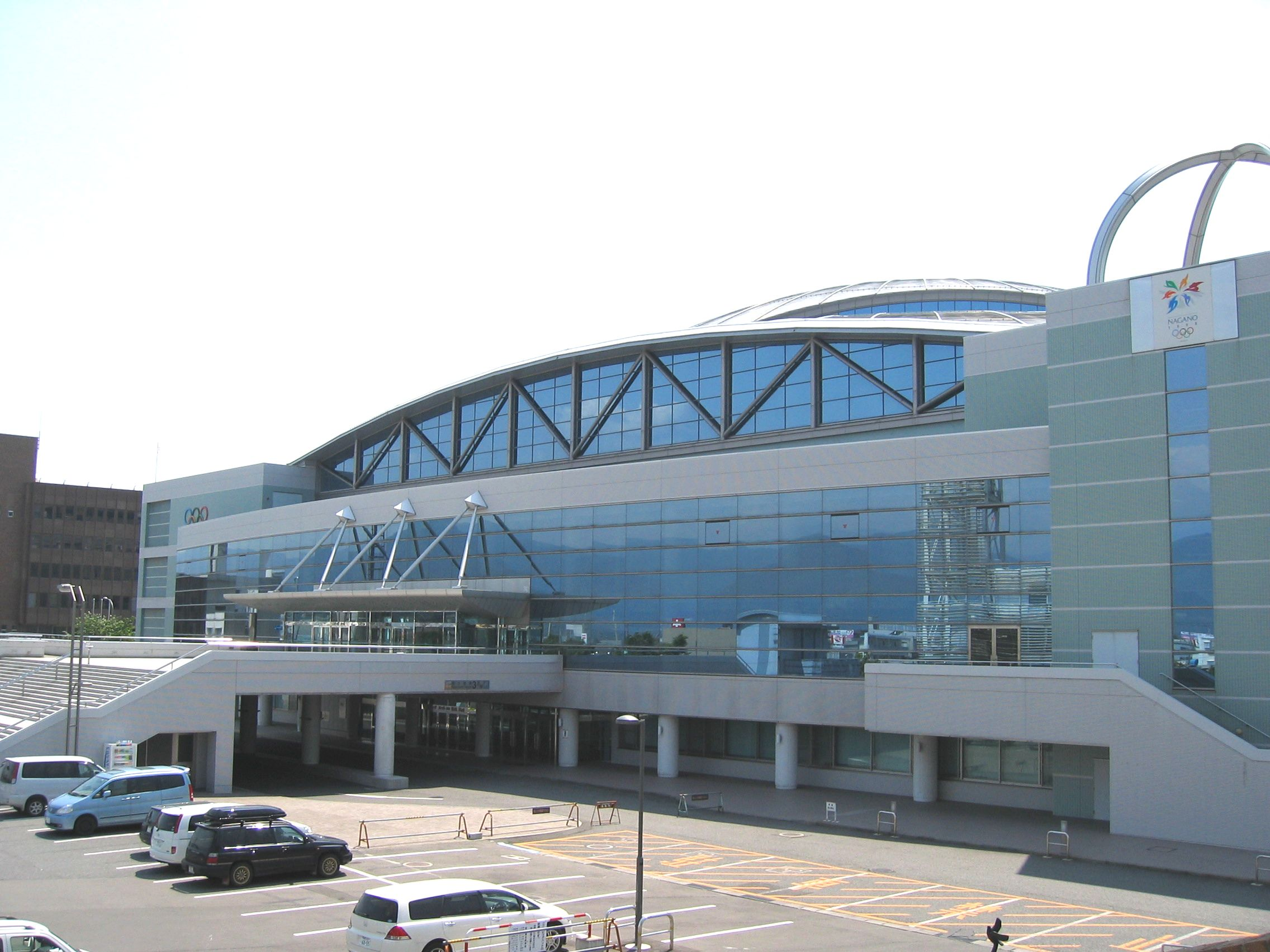
ビッグハット
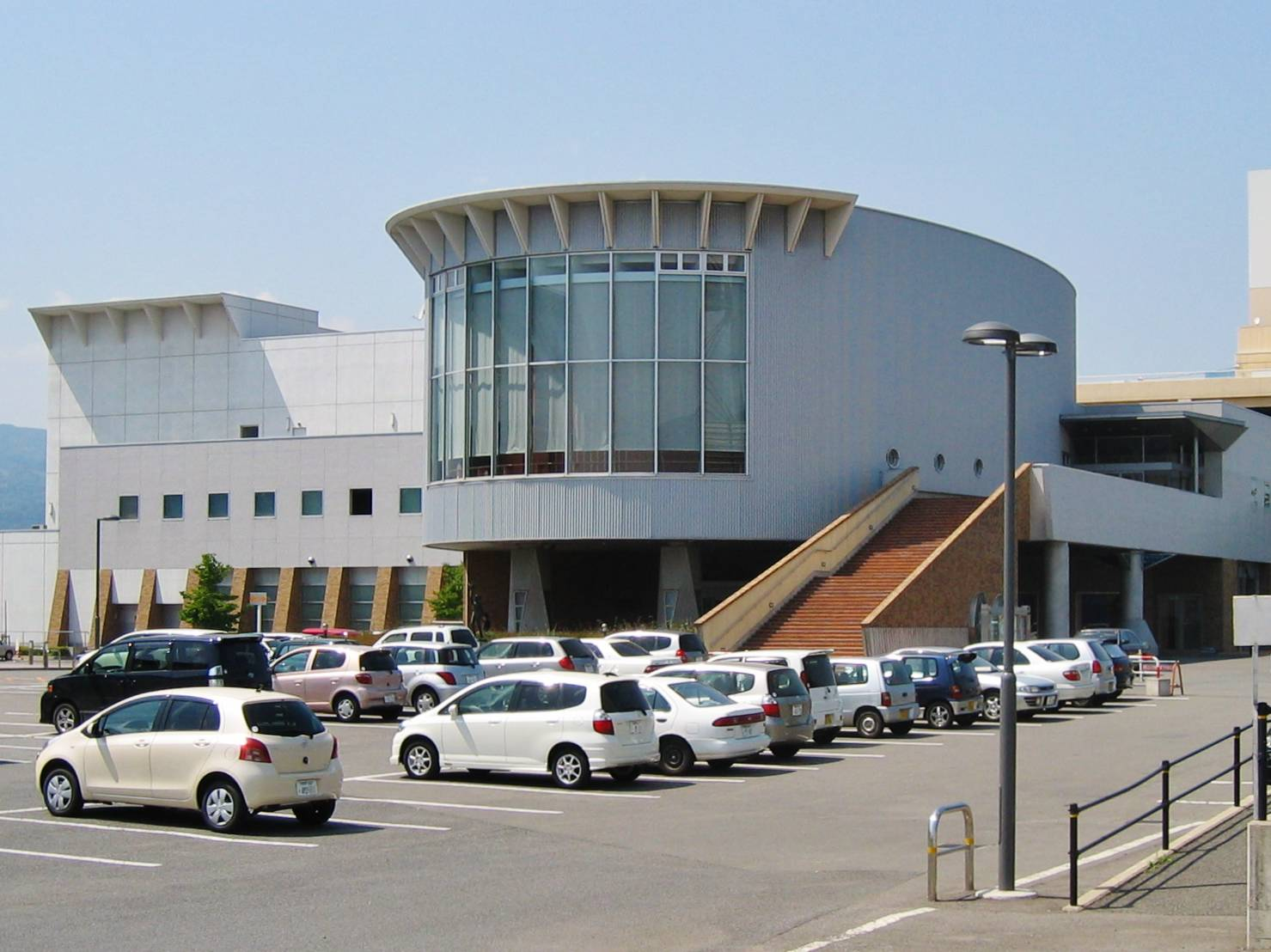
長野市若里市民文化ホール
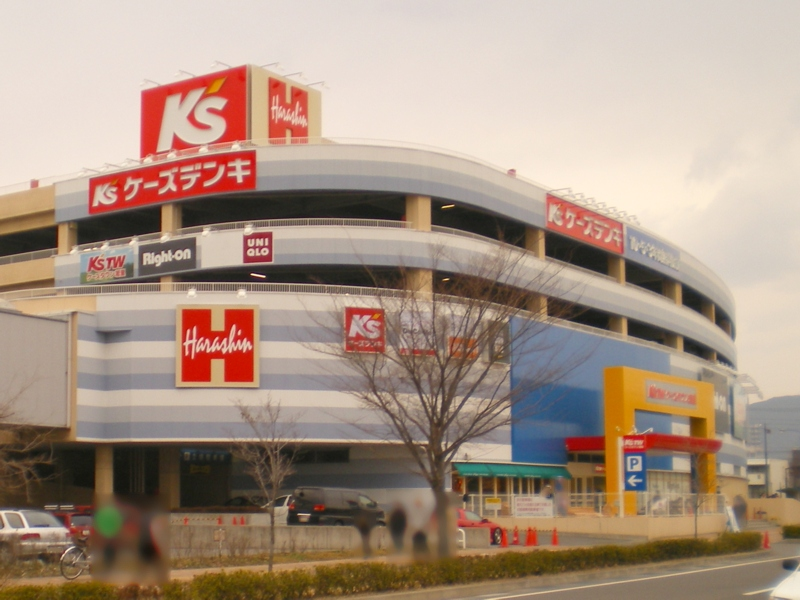
ケーズタウン若里

### 若里四丁目
東半分は信州大学工学部キャンパスで占められる。
- 専門学校カレッジオブキャリア 長野校
- スバル信州 本社・長野若里店
- 信州大学 長野（工学）キャンパス

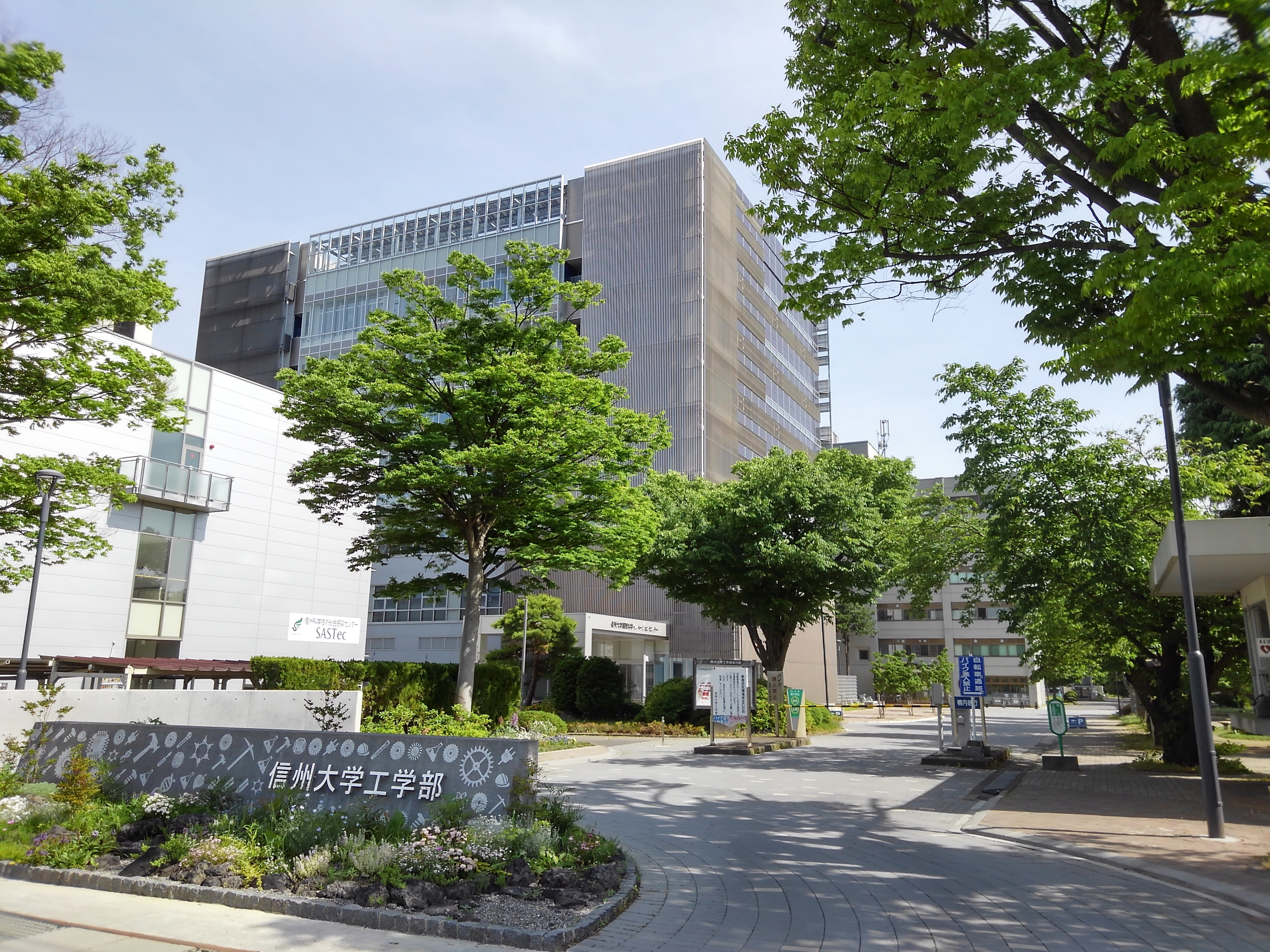
信州大学長野（工学）キャンパス

### 若里五丁目

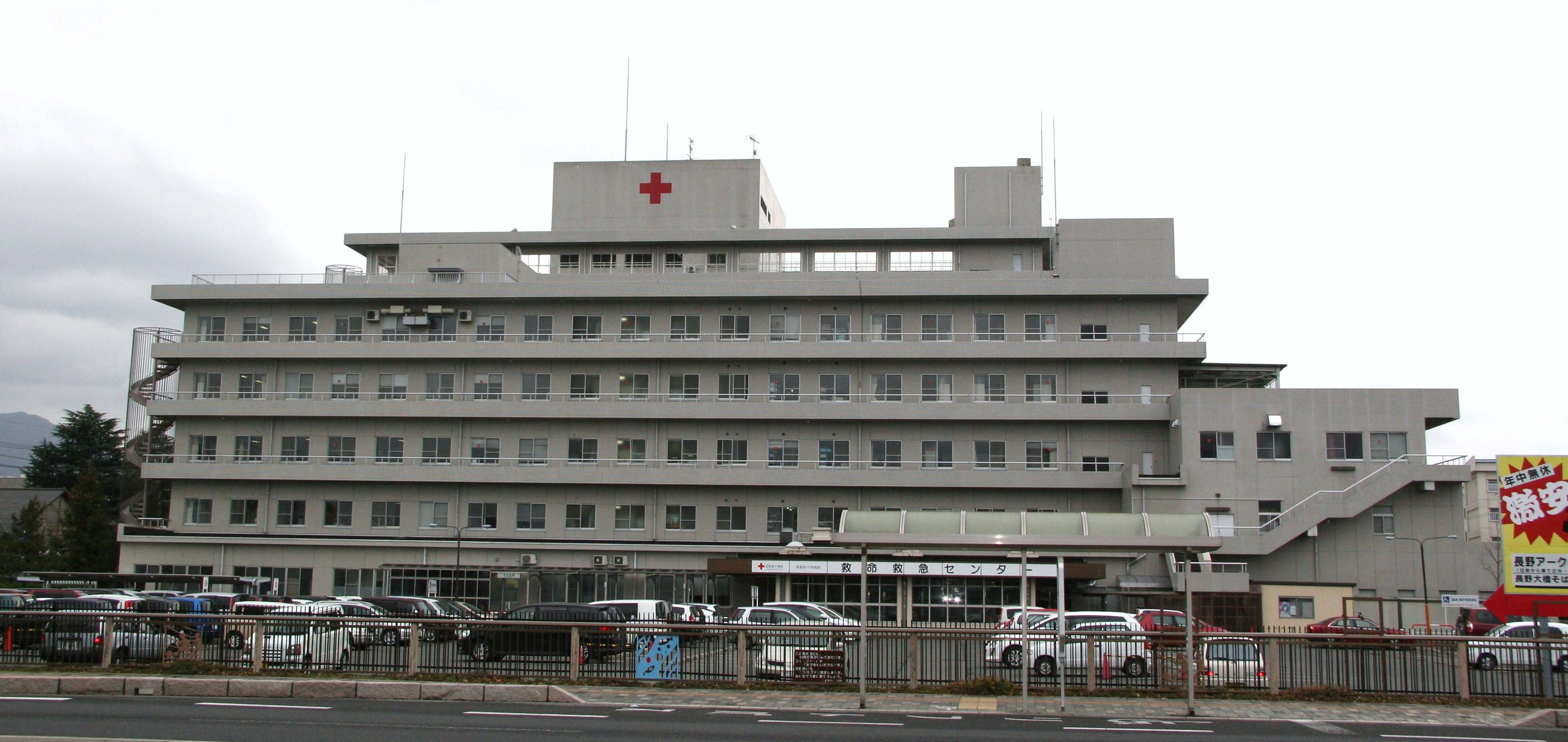
長野赤十字病院

東半分は長野赤十字病院と市営団地で占められる。
- 信州大学 若里寮
- 長野市営住宅若里西町団地
- 長野市営住宅若里団地
- 吉田興産 本社
- 長野中央警察署 若里交番
- 長野赤十字病院
- 上河原稲荷社 - 戦後、信大工学部の敷地に旧社地を譲って現在地に移った[7]。

### 若里六丁目
ほとんどが鐘紡長野工場の跡地で占められ、跡地に美術館・保健所などの施設が建てられている。
- 長野市公文書館
- 水野美術館
- ながの社会保険センター
- 株式会社長野県民球団（北信越BCリーグ信濃グランセローズ）
- 長野市保健所
- JA長野厚生連長野PET・画像診断センター
- 長野市フルネットセンター
- サーパス若里

### 若里七丁目
南半分は工場団地が広がる。
- 長野県社会福祉総合センター
- 長野県衛生部若里庁舎・医師会館
  - 長野市医師会
- 長野看護専門学校
- アピナ 長野スカイバッティングセンター
- 長野市若里工業団地

### 大字若里（南市）
住居表示未実施地区。ほぼすべてみすずコーポレーションの敷地で占められる。
- みすずコーポレーション 本社・工場